# Тульчинська міська рада
Тульчи́нська міська́ ра́да — адміністративно-територіальна одиниця та орган місцевого самоврядування в Тульчинському районі Вінницької області. Адміністративний центр — місто Тульчин.

## Загальні відомості
- Територія ради: 9,26 км²
- Населення ради: 15 800 осіб (станом на 1 січня 2015 року)
- Територією ради протікають річки Тульчинка, Сільниця

## Населені пункти
Міській раді підпорядковані населені пункти:
- м. Тульчин

## Склад ради
Рада складається з 36 депутатів та голови.
- Голова ради: Весняний Валерій Михайлович
- Секретар ради: Рупіна Любов Семенівна

### Керівний склад попередніх скликань
| Прізвище, ім'я, по батькові | Основні відомості                                               | Дата обрання | Дата звільнення |
| --------------------------- | --------------------------------------------------------------- | ------------ | --------------- |
| Весняний Валерій Михайлович | Міський голова, 1956 року народження, освіта вища, безпартійний | 26.03.2006   | 31.10.2010      |
| Весняний Валерій Михайлович | Міський голова, 1956 року народження, освіта вища, безпартійний | 31.10.2010   |                 |

Примітка: таблиця складена за даними сайту Верховної Ради України

### Депутати
За результатами місцевих виборів 2010 року депутатами ради стали:

#### За суб'єктами висування
| Суб'єкт висування                                                                    | Кількість обраних депутатів | %    |
| ------------------------------------------------------------------------------------ | --------------------------- | ---- |
| Політична партія Всеукраїнське об'єднання «Батьківщина»                              | 9                           | 25   |
| Партія регіонів                                                                      | 8                           | 22,2 |
| Народна партія                                                                       | 6                           | 16,7 |
| Політична партія «Фронт Змін»                                                        | 6                           | 16,7 |
| Соціалістична партія України                                                         | 2                           | 5,6  |
| Народно-демократична партія (НДП)                                                    | 1                           | 2,8  |
| Політична партія Народний Рух України                                                | 1                           | 2,8  |
| Політична партія «Наша Україна»                                                      | 1                           | 2,8  |
| Політична партія «УДАР (Український Демократичний Альянс за Реформи) Віталія Кличка» | 1                           | 2,8  |
| Політична партія «Українські соціал-демократи»                                       | 1                           | 2,8  |

#### За округами
| № округу                                                                             | Прізвище, ім'я, по батькові        | Дата визнання обраним | Освіта             | Партійна приналежність                                                                     | Відомості про обраного депутата                                                       |
| ------------------------------------------------------------------------------------ | ---------------------------------- | --------------------- | ------------------ | ------------------------------------------------------------------------------------------ | ------------------------------------------------------------------------------------- |
| Народна Партія                                                                       |                                    |                       |                    |                                                                                            |                                                                                       |
| б/м                                                                                  | Бенедик Валерій Семенович          | 03.11.2010            | вища               | член Народної партії                                                                       | приватний підприємець                                                                 |
| б/м                                                                                  | Чепернатий Сергій Володимирович    | 03.11.2010            | вища               | позапартійний                                                                              | приватний підприємець                                                                 |
| б/м                                                                                  | Прокопенко Леонід Степанович       | 03.11.2010            | вища               | позапартійний                                                                              | пенсіонер                                                                             |
| б/м                                                                                  | Вільчинський Віталій Володимирович | 03.11.2010            | вища               | член Народної партії                                                                       | районна рада, завідувачка організаційного відділу                                     |
| б/м                                                                                  | Троян Олександр Михайлович         | 03.11.2010            | вища               | член Народної партії                                                                       | ДП «Тульчинське ЛМГ», головний інженер                                                |
| б/м                                                                                  | Лотиш Микола Клавдійович           | 04.12.2010            | вища               | член Народної партії                                                                       | приватний підприємець                                                                 |
| Народно-демократична партія (НДП)                                                    |                                    |                       |                    |                                                                                            |                                                                                       |
| 1                                                                                    | Бондар Вячеслав Вячеславович       | 03.11.2010            | вища               | позапартійний                                                                              | ПМП «Велс», директор                                                                  |
| Партія регіонів                                                                      |                                    |                       |                    |                                                                                            |                                                                                       |
| б/м                                                                                  | Остропольський Руслан Михайлович   | 03.11.2010            | вища               | позапартійний                                                                              | ТОВ «Тульчин м'ясо», директор                                                         |
| б/м                                                                                  | Токарєв Андрій Валерійович         | 03.11.2010            | вища               | член Партії регіонів                                                                       | апарат РДА, заступник керівника                                                       |
| б/м                                                                                  | Мельник Віктор Адамович            | 03.11.2010            | вища               | член Партії регіонів                                                                       | відділ у справах сім'ї, молоді та спорту РДА, начальник                               |
| б/м                                                                                  | Макодзеба Ніна Павлівна            | 03.11.2010            | вища               | позапартійна                                                                               | дошкільний навчальний заклад Ясла-садок № 3 м. Тульчин, завідувачка                   |
| 4                                                                                    | Лісевич Віктор Віталійович         | 03.11.2010            | вища               | член Партії регіонів                                                                       | ТОВ «Тульчинський маслосирзавод», головний інженер                                    |
| 9                                                                                    | Маслова Любов Анатоліївна          | 03.11.2010            | вища               | член Партії регіонів                                                                       | Технікум ветеринарної медицини, викладач                                              |
| 10                                                                                   | Бондар Валентина Андріївна         | 03.11.2010            | вища               | член Партії регіонів                                                                       | ТТЦОПГ, працівник                                                                     |
| 16                                                                                   | Хлопчик Василь Михайлович          | 03.11.2010            | вища               | член Партії регіонів                                                                       | ТОВ "Тульчин м"ясо", заступник генерального директора                                 |
| Політична партія Всеукраїнське об'єднання «Батьківщина»                              |                                    |                       |                    |                                                                                            |                                                                                       |
| б/м                                                                                  | Лісоволик Олег Володимирович       | 03.11.2010            | вища               | позапартійний                                                                              | пенсіонер                                                                             |
| б/м                                                                                  | Сирота Микола Васильович           | 03.11.2010            | вища               | член Всеукраїнського об'єднання «Батьківщина»                                              | пенсіонер                                                                             |
| б/м                                                                                  | Галіза Олександр Васильович        | 03.11.2010            | вища               | член Всеукраїнського об'єднання «Батьківщина»                                              | газета «По-українськи», власний кореспондент                                          |
| б/м                                                                                  | Мазур Іван Микитович               | 03.11.2010            | вища               | член Всеукраїнського об'єднання «Батьківщина»                                              | пенсіонер                                                                             |
| 2                                                                                    | Лавренов Геннадій Михайлович       | 03.11.2010            | вища               | член Всеукраїнського об'єднання «Батьківщина»                                              | приватний підприємець                                                                 |
| 5                                                                                    | Загребайленко Наталія Іванівна     | 03.11.2010            | вища               | член Всеукраїнського об'єднання «Батьківщина»                                              | Редакція Тульчинського радіомовлення, завідувачка інформаційного відділу              |
| 7                                                                                    | Грибанов Сергій Павлович           | 03.11.2010            | вища               | член Всеукраїнського об'єднання «Батьківщина»                                              | приватний підприємець                                                                 |
| 8                                                                                    | Корчовська Людмила Василівна       | 03.11.2010            | вища               | член Всеукраїнського об'єднання «Батьківщина»                                              | загальноосвітня школа № 1, вчитель                                                    |
| 12                                                                                   | Траченко Наталія Іванівна          | 03.11.2010            | вища               | член Всеукраїнського об'єднання «Батьківщина»                                              | Тульчинська міська рада, юрист                                                        |
| Політична партія Народний Рух України                                                |                                    |                       |                    |                                                                                            |                                                                                       |
| 3                                                                                    | Кравченко Ігор Петрович            | 03.11.2010            | вища               | позапартійний                                                                              | приватний підприємець                                                                 |
| Політична партія «Наша Україна»                                                      |                                    |                       |                    |                                                                                            |                                                                                       |
| 13                                                                                   | Броварний Вячеслав Олексійович     | 03.11.2010            | вища               | член Політичної партії «Наша Україна»                                                      | тимчасово не працює                                                                   |
| Політична партія «УДАР (Український Демократичний Альянс за Реформи) Віталія Кличка» |                                    |                       |                    |                                                                                            |                                                                                       |
| 11                                                                                   | Буженко Роман Анатолійович         | 03.11.2010            | середня            | член Політичної партії «УДАР (Український Демократичний Альянс за Реформи) Віталія Кличка» | приватний підприємець                                                                 |
| Політична партія «Українські соціал-демократи»                                       |                                    |                       |                    |                                                                                            |                                                                                       |
| 14                                                                                   | Швейбиш Юрій Ісаакович             | 03.11.2010            | вища               | член Політичної партії «Українські соціал-демократи»                                       | приватний підприємець                                                                 |
| Політична партія «Фронт Змін»                                                        |                                    |                       |                    |                                                                                            |                                                                                       |
| б/м                                                                                  | Мартинчук Юрій Олександрович       | 03.11.2010            | вища               | член Політичної партії «Фронт Змін»                                                        | приватний підприємець                                                                 |
| б/м                                                                                  | Рудик Михайло Левкович             | 03.11.2010            | вища               | член Політичної партії «Фронт Змін»                                                        | приватний підприємець                                                                 |
| б/м                                                                                  | Іщук Олег Анатольович              | 03.11.2010            | вища               | член Політичної партії «Фронт Змін»                                                        | навчально-виховний комплекс «Загальноосвітня школа І-ІІІ ст. № 3 — гімназія», вчитель |
| б/м                                                                                  | Бегаль Ольга Миколаївна            | 03.11.2010            | середня спеціальна | член Політичної партії «Фронт Змін»                                                        | будинок культури, керівник танцювального гуртку                                       |
| 15                                                                                   | Тимчик Михайло Олексійович         | 03.11.2010            | середня            | член Політичної партії «Фронт Змін»                                                        | приватний підприємець                                                                 |
| 17                                                                                   | Процепко Віталій Миколайович       | 03.11.2010            | вища               | член Політичної партії «Фронт Змін»                                                        | приватний підприємець                                                                 |
| Соціалістична партія України                                                         |                                    |                       |                    |                                                                                            |                                                                                       |
| 6                                                                                    | Хаврак Людмила Григорівна          | 03.11.2010            | середня            | член Соціалістичної партії України                                                         | пенсіонер                                                                             |
| 18                                                                                   | Рупіна Любов Семенівна             | 03.11.2010            | вища               | член Соціалістичної партії України                                                         | Тульчинська міська рада, секретар міської ради                                        |